# Ella (single van André Moss)
Ella is een single van André Moss. Het is afkomstig van zijn album Ella. Ella is een instrumentaal nummer met als hoofdrol de saxofoon van Moss, die Jack de Nijs ook weleens bijstond in zijn werk als Jack Jersey. De muziek is uitgelezen om een quickstep op te dansen. Het nummer dankte zijn bekendheid omdat het gebruikt werd als tune voor de TROS, ter promotie van hun Tros Kompas.

## Hitnotering

### Nederlandse Top 40
| Hitnotering: week 52/1973 t/m 13/1974 | Hitnotering: week 52/1973 t/m 13/1974 | Hitnotering: week 52/1973 t/m 13/1974 | Hitnotering: week 52/1973 t/m 13/1974 | Hitnotering: week 52/1973 t/m 13/1974 | Hitnotering: week 52/1973 t/m 13/1974 | Hitnotering: week 52/1973 t/m 13/1974 | Hitnotering: week 52/1973 t/m 13/1974 | Hitnotering: week 52/1973 t/m 13/1974 | Hitnotering: week 52/1973 t/m 13/1974 | Hitnotering: week 52/1973 t/m 13/1974 | Hitnotering: week 52/1973 t/m 13/1974 | Hitnotering: week 52/1973 t/m 13/1974 | Hitnotering: week 52/1973 t/m 13/1974 | Hitnotering: week 52/1973 t/m 13/1974 | Hitnotering: week 52/1973 t/m 13/1974 |
| Week:                                 | 1                                     | 2                                     | 3                                     | 4                                     | 5                                     | 6                                     | 7                                     | 8                                     | 9                                     | 10                                    | 11                                    | 12                                    | 13                                    | 14                                    |                                       |
| ------------------------------------- | ------------------------------------- | ------------------------------------- | ------------------------------------- | ------------------------------------- | ------------------------------------- | ------------------------------------- | ------------------------------------- | ------------------------------------- | ------------------------------------- | ------------------------------------- | ------------------------------------- | ------------------------------------- | ------------------------------------- | ------------------------------------- | ------------------------------------- |
| Positie:                              | 39                                    | 22                                    | 13                                    | 6                                     | 4                                     | 5                                     | 9                                     | 12                                    | 19                                    | 19                                    | 18                                    | 22                                    | 25                                    | 36                                    | uit                                   |

### NederlandseDaverende Dertig
| Hitnotering: 5-1-1974 t/m 22-3-1974 | Hitnotering: 5-1-1974 t/m 22-3-1974 | Hitnotering: 5-1-1974 t/m 22-3-1974 | Hitnotering: 5-1-1974 t/m 22-3-1974 | Hitnotering: 5-1-1974 t/m 22-3-1974 | Hitnotering: 5-1-1974 t/m 22-3-1974 | Hitnotering: 5-1-1974 t/m 22-3-1974 | Hitnotering: 5-1-1974 t/m 22-3-1974 | Hitnotering: 5-1-1974 t/m 22-3-1974 | Hitnotering: 5-1-1974 t/m 22-3-1974 | Hitnotering: 5-1-1974 t/m 22-3-1974 | Hitnotering: 5-1-1974 t/m 22-3-1974 | Hitnotering: 5-1-1974 t/m 22-3-1974 |
| Week:                               | 1                                   | 2                                   | 3                                   | 4                                   | 5                                   | 6                                   | 7                                   | 8                                   | 9                                   | 10                                  | 11                                  |                                     |
| ----------------------------------- | ----------------------------------- | ----------------------------------- | ----------------------------------- | ----------------------------------- | ----------------------------------- | ----------------------------------- | ----------------------------------- | ----------------------------------- | ----------------------------------- | ----------------------------------- | ----------------------------------- | ----------------------------------- |
| Positie:                            | 30                                  | 18                                  | 6                                   | 4                                   | 5                                   | 10                                  | 12                                  | 17                                  | 26                                  | 24                                  | 27                                  | uit                                 |

### BelgischeBRT Top 30
| Hitnotering: 9-2-1974 t/m 12-4-1974 | Hitnotering: 9-2-1974 t/m 12-4-1974 | Hitnotering: 9-2-1974 t/m 12-4-1974 | Hitnotering: 9-2-1974 t/m 12-4-1974 | Hitnotering: 9-2-1974 t/m 12-4-1974 | Hitnotering: 9-2-1974 t/m 12-4-1974 | Hitnotering: 9-2-1974 t/m 12-4-1974 | Hitnotering: 9-2-1974 t/m 12-4-1974 | Hitnotering: 9-2-1974 t/m 12-4-1974 | Hitnotering: 9-2-1974 t/m 12-4-1974 | Hitnotering: 9-2-1974 t/m 12-4-1974 |
| Week:                               | 1                                   | 2                                   | 3                                   | 4                                   | 5                                   | 6                                   | 7                                   | 8                                   | 9                                   |                                     |
| ----------------------------------- | ----------------------------------- | ----------------------------------- | ----------------------------------- | ----------------------------------- | ----------------------------------- | ----------------------------------- | ----------------------------------- | ----------------------------------- | ----------------------------------- | ----------------------------------- |
| Positie:                            | 25                                  | 9                                   | 8                                   | 25                                  | 22                                  | 29                                  | 11                                  | 24                                  | 26                                  | uit                                 |

### Evergreen Top 1000
| Ella in de Evergreen Top 1000 | Ella in de Evergreen Top 1000 | Ella in de Evergreen Top 1000 | Ella in de Evergreen Top 1000 | Ella in de Evergreen Top 1000 | Ella in de Evergreen Top 1000 | Ella in de Evergreen Top 1000 | Ella in de Evergreen Top 1000 | Ella in de Evergreen Top 1000 | Ella in de Evergreen Top 1000 | Ella in de Evergreen Top 1000 |
| Jaar                          | 2008                          | 2009                          | 2010                          | 2011                          | 2012                          | 2013                          | 2014                          | 2015                          | 2016                          | 2017                          |
| ----------------------------- | ----------------------------- | ----------------------------- | ----------------------------- | ----------------------------- | ----------------------------- | ----------------------------- | ----------------------------- | ----------------------------- | ----------------------------- | ----------------------------- |
| Positie                       | –                             | 476                           | 959                           | 948                           | –                             | –                             | –                             | –                             | –                             | –                             |